# Équipe de Suisse de football en 1977
Cet article présente les résultats de l'équipe de Suisse de football lors de l'année 1977.

## Bilan
|           | Nombre de matchs | Victoires | Défaites | Matchs nuls | Buts marqués | Buts encaissés |
| Domicile  | 5                | 3         | 2        | 0           | 5            | 6              |
| Extérieur | 4                | 0         | 3        | 1           | 2            | 7              |
| Neutre    | 0                | 0         | 0        | 0           | 0            | 0              |
| Total     | 9                | 3         | 5        | 1           | 7            | 13             |

## Matchs et résultats
| Match amical                             | Portugal       | 1 - 0   | Suisse | Estádio dos Barreiros, Funchal              |                                             |
| 30 mars 1977 · Historique des rencontres | João Alves 50e | (0 - 0) |        | Spectateurs : 10 000 Arbitrage : Gordon Kew | Spectateurs : 10 000 Arbitrage : Gordon Kew |
| 30 mars 1977 · Historique des rencontres | Rapport        |         |        | Spectateurs : 10 000 Arbitrage : Gordon Kew | Spectateurs : 10 000 Arbitrage : Gordon Kew |

| Match amical                              | Suisse  | 0 - 4   | France                                             | Les Charmilles, Genève                           |                                                  |
| 23 avril 1977 · Historique des rencontres |         | (0 - 1) | 31e Platini · 73e Six · 87e Rocheteau · 89e Rouyer | Spectateurs : 27 600 Arbitrage : Alfred Delcourt | Spectateurs : 27 600 Arbitrage : Alfred Delcourt |
| 23 avril 1977 · Historique des rencontres | Rapport |         |                                                    | Spectateurs : 27 600 Arbitrage : Alfred Delcourt | Spectateurs : 27 600 Arbitrage : Alfred Delcourt |

| Match amical                            | Suisse     | 1 - 0   | Tchécoslovaquie | Stade Saint-Jacques, Bâle                    |                                              |
| 24 mai 1977 · Historique des rencontres | Müller 72e | (0 - 0) |                 | Spectateurs : 8 000 Arbitrage : Klaus Ohmsen | Spectateurs : 8 000 Arbitrage : Klaus Ohmsen |
| 24 mai 1977 · Historique des rencontres | Rapport    |         |                 | Spectateurs : 8 000 Arbitrage : Klaus Ohmsen | Spectateurs : 8 000 Arbitrage : Klaus Ohmsen |

| Éliminatoires CM 1978                   | Suède                       | 2 - 1   | Suisse   | Råsunda, Stockholm                              |                                                 |
| 8 juin 1977 · Historique des rencontres | Sjöberg 69e · Börjesson 77e | (0 - 0) | 80e Risi | Spectateurs : 43 269 Arbitrage : Malcolm Wright | Spectateurs : 43 269 Arbitrage : Malcolm Wright |
| 8 juin 1977 · Historique des rencontres | Rapport                     |         |          | Spectateurs : 43 269 Arbitrage : Malcolm Wright | Spectateurs : 43 269 Arbitrage : Malcolm Wright |

| Match amical                                 | Angleterre | 0 - 0 | Suisse | Wembley, Londres                                 |                                                  |
| 7 septembre 1977 · Historique des rencontres |            |       |        | Spectateurs : 42 000 Arbitrage : Georges Konrath | Spectateurs : 42 000 Arbitrage : Georges Konrath |
| 7 septembre 1977 · Historique des rencontres | Rapport    |       |        | Spectateurs : 42 000 Arbitrage : Georges Konrath | Spectateurs : 42 000 Arbitrage : Georges Konrath |

| Match amical                                  | Suisse      | 1 - 2   | Espagne               | Wankdorf, Berne                                    |                                                    |
| 21 septembre 1977 · Historique des rencontres | Elsener 43e | (1 - 0) | 48e Cano · 56e Ufarte | Spectateurs : 13 000 Arbitrage : Ferdinand Biwersi | Spectateurs : 13 000 Arbitrage : Ferdinand Biwersi |
| 21 septembre 1977 · Historique des rencontres | Rapport     |         |                       | Spectateurs : 13 000 Arbitrage : Ferdinand Biwersi | Spectateurs : 13 000 Arbitrage : Ferdinand Biwersi |

| Match amical                               | Suisse                   | 2 - 0   | Finlande | Hardturm, Zurich                             |                                              |
| 5 octobre 1977 · Historique des rencontres | Elsener 12e · Küttel 65e | (1 - 0) |          | Spectateurs : 7 800 Arbitrage : Alain Delmer | Spectateurs : 7 800 Arbitrage : Alain Delmer |
| 5 octobre 1977 · Historique des rencontres | Rapport                  |         |          | Spectateurs : 7 800 Arbitrage : Alain Delmer | Spectateurs : 7 800 Arbitrage : Alain Delmer |

| Éliminatoires CM 1978                       | Suisse     | 1 - 0   | Norvège | Wankdorf, Berne                                   |                                                   |
| 30 octobre 1977 · Historique des rencontres | Sulser 29e | (1 - 0) |         | Spectateurs : 11 000 Arbitrage : Valentin Lipatov | Spectateurs : 11 000 Arbitrage : Valentin Lipatov |
| 30 octobre 1977 · Historique des rencontres | Rapport    |         |         | Spectateurs : 11 000 Arbitrage : Valentin Lipatov | Spectateurs : 11 000 Arbitrage : Valentin Lipatov |

| Match amical                                 | Allemagne de l'Ouest                          | 4 - 1   | Suisse    | Neckarstadion, Stuttgart                        |                                                 |
| 16 novembre 1977 · Historique des rencontres | Meyer 13e (csc) · Flohe 16e · Fischer 25e 60e | (3 - 1) | 45e Meyer | Spectateurs : 65 000 Arbitrage : Sergio Gonella | Spectateurs : 65 000 Arbitrage : Sergio Gonella |
| 16 novembre 1977 · Historique des rencontres | Rapport                                       |         |           | Spectateurs : 65 000 Arbitrage : Sergio Gonella | Spectateurs : 65 000 Arbitrage : Sergio Gonella |